# Kerstster (Euphorbia)
De kerstster of poinsettia (Euphorbia pulcherrima) is een plant uit de wolfsmelkfamilie (Euphorbiaceae). De soort komt van oorsprong voor in Mexico en wordt veel gekweekt om de sierwaarde. Hij wordt in de gematigde streken, waaronder de Benelux, voornamelijk gekocht voor de kerst. De soortaanduiding pulcherrima betekent 'de schoonste'. De Duitse plantkundige Carl Ludwig Willdenow heeft de botanische naam aan de plant gegeven vanwege de opvallend gekleurde bovenste bladeren, de schutbladen van de bloeiwijze. Willdenow, die in 1812 overleed, publiceerde de naam echter niet zelf. Dat gebeurde pas in 1834 door Johann Friedrich Klotzsch die het herbarium van Willdenow als bron voor de naam opgaf. De naam poinsettia komt van de Amerikaanse ambassadeur Joel Poinsett in Mexico, die de plant in het begin van de 19e eeuw in de Verenigde Staten invoerde. Er zijn cultivars met helderrode, donkerrode, zalmrode, witte en gele schutbladen (involucrum), die stervormig gerangschikt zijn om de bloemknoppen. De eigenlijke bloemen zijn klein en geel van kleur. De schutbladen trekken insecten aan.

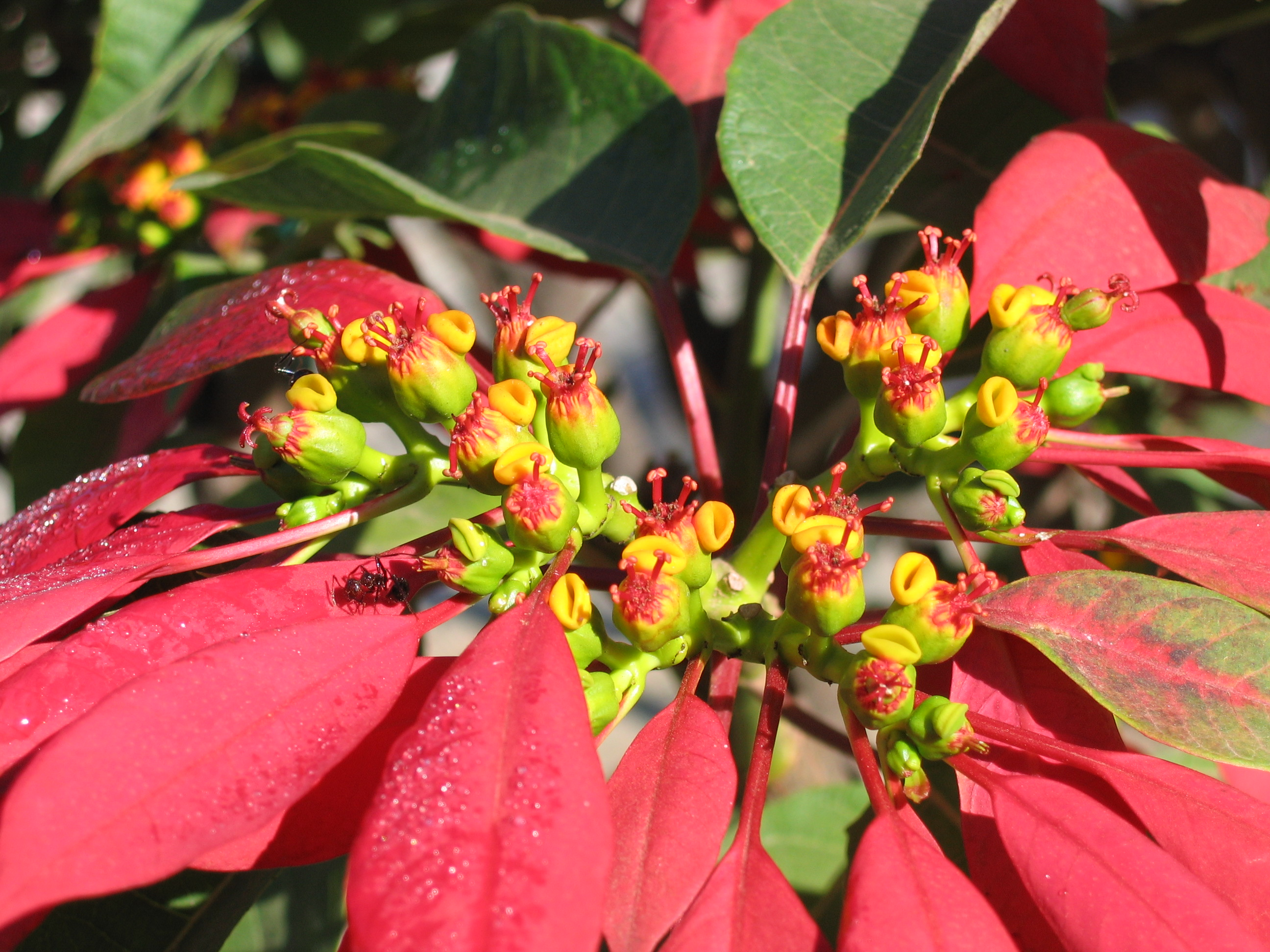
De echte bloempjes van de kerstster

In het wild in Mexico en Midden-Amerika vormt de plant een struik die tot 4 meter hoog kan worden. De plant bloeit daar van november tot in januari/februari. In de zomer is de struik kaal.
Om de plant in bloei te krijgen heeft deze een kortedagbehandeling nodig. Hiervoor moet de plant eerst minstens 40 dagen gedurende 14 uur per dag in het absolute donker staan en 10 uur per dag in het licht. Ook moet de plant na de zomer niet meer bemest worden.
De kerstster werd door de Azteken Cuitla-xochitl genoemd. Het was de lievelingsplant van Motecuhzoma II. In 1804 bracht natuuronderzoeker Alexander von Humboldt de plant voor het eerst naar Europa.
In de 14e, 15e en 16e eeuw werd het sap als middel tegen koorts gebruikt, en werd van de schutbladen rode verf gemaakt.

## Giftigheid
Het sap van de kerstster zou giftig zijn en op de huid rode vlekken en bij opname door de mond vergiftigingsverschijnselen en spijsverteringsproblemen veroorzaken. Dit wordt inmiddels betwijfeld. In experimenteel onderzoek bij ratten is van giftigheid niets gebleken. Een kind van 25 kilo zou meer dan een halve kilo van de bladeren moeten eten om doses te bereiken die hoger zijn dan de doses die bij ratten geen effect hadden. Ook uit consulten van vergiftigingen-informatiecentra bleek nergens dat de kerstster ooit symptomen had veroorzaakt.
De vermeende giftigheid kan wellicht zijn ontstaan vinden in de giftigheid van de kerstroos, die wel giftig is. De kerstster wordt o.a. in België verward met de kerstroos (Helleborus niger). Verder komen in de wolfsmelkfamilie veel soorten met wit melksap voor die wel giftig zijn.

## Legende
Een Mexicaanse legende verklaart de verbintenis van de kerstster met Kerstmis.
Het arme kind Pepita, dat geen cadeau kon kopen om op kerstnacht aan Christus te geven, plukte enkele onkruiden in de wegberm en maakte er een klein boeket van. Het kind was verteld dat een nederige, maar liefdevol gegeven gift aanvaardbaar was in de ogen van God. In de kerk begon het boeket te bloeien met rode en groene bloemen en de kerkelijke gemeente beschouwde dit als een kerstwonder. Vanaf dat moment werd de kerstster in Mexico Flores de Noche Buena genoemd.

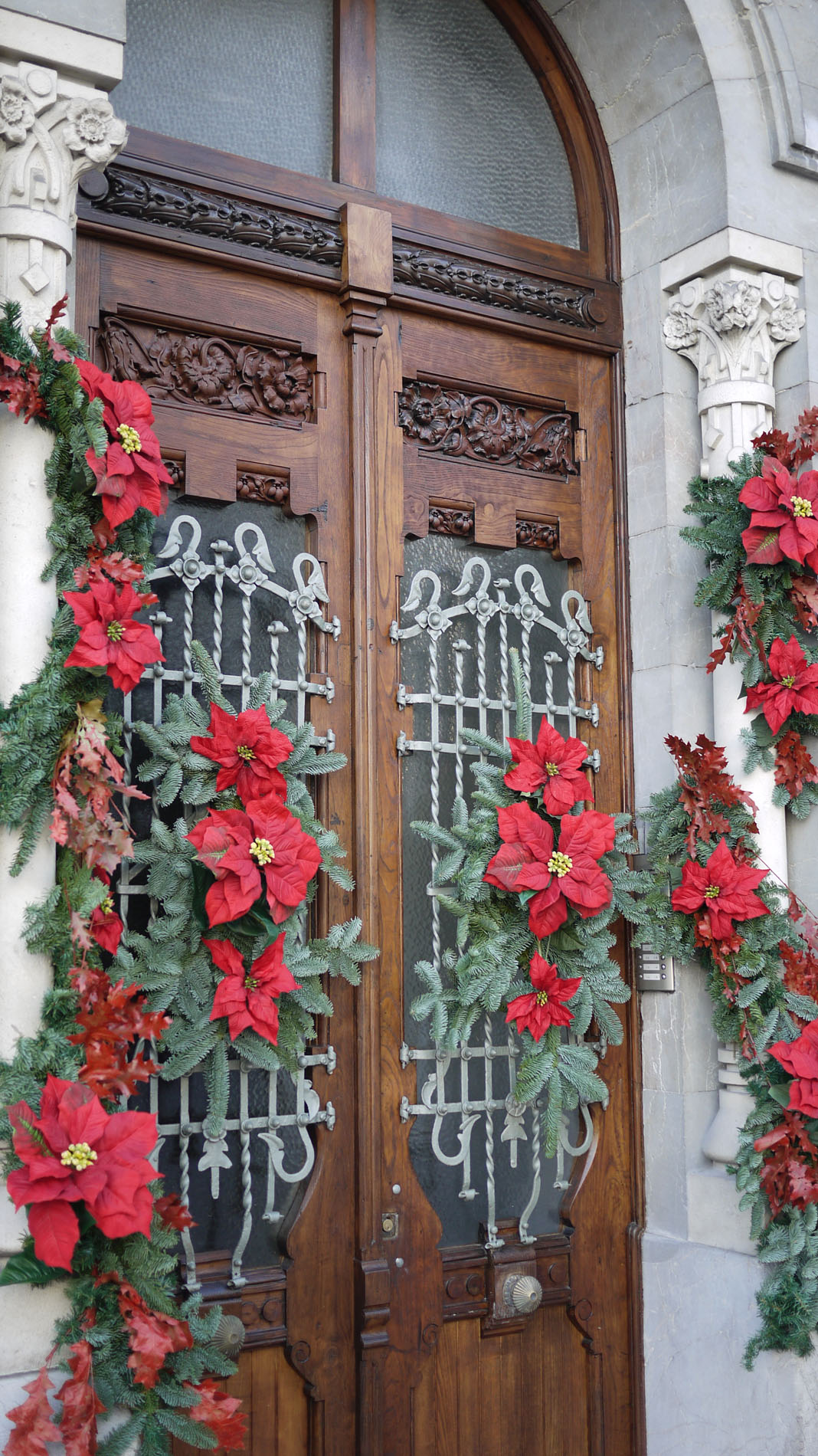
Het plaatsen van een kerstster hoort bij de kerstgebruiken die in veel landen voorkomen, hier een kerstster als kunstbloem als kerstversiering aan een deur.

... · 
E. abdelkuri · 
E. abyssinica · 
E. acanthothamnos · 
E. actinoclada · 
E. adenopoda · 
E. alcicornis · 
E. alfredii · 
E. alluaudii · 
E. ambarivatoensis · 
E. ambovombensis · 
E. amygdaloides (Amandelwolfsmelk) · 
E. analalavensis · 
E. ankaranae · 
E. ankarensis · 
E. ankazobensis · 
E. antiquorum · 
E. antso · 
E. aprica · 
E. arahaka · 
E. aureoviridiflora · 
E. balsamifera · 
E. banae · 
E. beharensis · 
E. bemarahaensis ·
E. berorohae · 
E. biaculeata · 
E. boissieri · 
E. boiteaui · 
E. boivinii · 
E. bongolavensis · 
E. bosseri · 
E. brachyphylla · 
E. caducifolia · 
E. candelabrum · 
E. cap-saintemariensis · 
E. capmanambatoensis · 
E. capuronii · 
E. caput-aureum · 
E. cedrorum · 
E. cyparissias (Cipreswolfsmelk) · 
E. dulcis (Zoete wolfsmelk) · 
E. epithymoides (Kleurige wolfsmelk) · 
E. erythraea ·
E. esula (Heksenmelk) · 
E. exigua (Kleine wolfsmelk) · 
E. handiensis ·
E. helioscopia (Kroontjeskruid) · 
E. ingens · 
E. lacei · 
E. lactea · 
E. lathyris (Kruisbladige wolfsmelk) · 
E. leuconeura · 
E. neriifolia · 
E. officinarum · 
E. palustris (Moeraswolfsmelk) · 
E. paralias (Zeewolfsmelk) · 
E. peplus (Tuinwolfsmelk) · 
E. platyphyllos (Brede wolfsmelk) · 
E. portlandica (Kustwolfsmelk) · 
E. pulcherrima (Kerstster) · 
E. regis-jubae · 
E. resinifera · 
E. royleana · 
E. seguieriana (Zandwolfsmelk) · 
E. stenoclada · 
E. stricta (Stijve wolfsmelk) · 
E. tirucalli · 
E. verrucosa (Wrattige wolfsmelk) · 
E. waringiae · 
...